# Tipulamima pyrosoma
Tipulamima pyrosoma là một loài bướm đêm thuộc họ Sesiidae. Nó được biết đến ở Uganda.